# Volando / El amor un caminar
Volando / El amor un caminar es un sencillo del músico chileno Fernando Ugarte, lanzado en 1972 bajo el sello discográfico DICAP, y perteneciente a su álbum de 1970 Réquiem, del sello EMI Odeon. Ambos temas fueron compuestos por Ugarte, y corresponden a las canciones que cierran el disco.

## Lista de canciones
Toda la música compuesta por Fernando Ugarte. 
| Lado A |           |          |  |
| N.º    | Título    | Duración |  |
| 1.     | «Volando» | 2:43     |  |

| Lado B |                      |          |  |
| N.º    | Título               | Duración |  |
| 2.     | «El amor un caminar» | 3:12     |  |
| 5:55   |                      |          |  |